# Omar Abdulrahman
Omar Abdulrahman Ahmed Al Raqi Al Amoudi (en árabe: عمر عبد الرحمن أحمد الراقي العمودي‎; Riad, Ar Riyad, Arabia Saudita; 20 de septiembre de 1991) es un futbolista emiratí que juega como centrocampista en el Al-Wasl FC de la Liga Árabe del Golfo.
En el campo puede ocupar las demarcaciones de mediapunta y extremo. Sus mayores cualidades son el control del balón, la precisión en el pase con la zurda y su habilidad para servir asistencias al resto de compañeros, así como el golpeo en jugadas a balón parado. A pesar de su físico y baja estatura, es capaz de batir a los adversarios en situaciones de uno contra uno. Su carrera profesional ha estado siempre ligada al Al-Ain, con el que ha ganado 3 ligas emiratíes y ha sido finalista de la Liga de Campeones de la AFC.

## Biografía
Omar Abdulrahman nació en Riad el 20 de septiembre de 1991, en el seno de una familia de inmigrantes yemeníes que descienden del pueblo hadramita. Es el menor de seis hermanos: cuatro varones y dos mujeres. A pesar de haber nacido en Arabia Saudita no posee la nacionalidad de ese país.
El joven Omar comenzó a jugar al fútbol desde pequeño en los barrios de Riad, donde fue descubierto por un cazatalentos en las proximidades del estadio Príncipe Faisal bin Fahd. Cuando aún era menor de edad pasó una prueba para las categorías inferiores del Al-Hilal Saudi, y el padre accedió a firmar un contrato senior bajo la condición de que nacionalizaran a toda la familia. Sin embargo, la entidad solo quiso ofrecer el pasaporte saudí a Omar, por lo que la oferta fue rechazada. Al poco tiempo Sami Al Jaber, exdelantero de Al-Hilal y ojeador del Al-Ain de Emiratos Árabes Unidos, se puso en contacto con la familia para sugerirles otra prueba en el equipo local de Al Ain, que sí quiso otorgar la nacionalidad emiratí a sus padres y hermanos.
Sus hermanos mayores Mohamed y Khaled son también futbolistas profesionales y juegan en el Al-Ain.

## Trayectoria

### Al-Ain

#### Categorías inferiores (2007-2010)
Omar fue aceptado en la academia del Al-Ain emiratí en 2007. A partir de entonces progresaría en las diferentes categorías por edad hasta llegar al equipo reserva. Desde el principio ocupaba la posición de centrocampista ofensivo, pudiendo jugar tanto en la mediapunta como en los extremos.
Su debut en competición oficial llegó el 24 de enero de 2009, a los 17 años. El técnico Winfried Schäfer quiso darle una oportunidad en la eliminatoria de la Copa de Liga de los E.A.U. frente al Al-Ahli de Dubái. Y si bien se mantuvo en el plantel reserva, sus apariciones con el primer equipo se ampliaron a otros torneos como la Copa del Presidente e incluso la Liga Árabe del Golfo Pérsico. El 18 de abril se estrenó en Primera División con una victoria por 5–0 frente al Ajman.
Antes de comenzar la temporada 2009-10, Omar sufrió una rotura de ligamento cruzado en un amistoso que le costaría ocho meses de recuperación. Tras regresar a los campos en febrero de 2010, alternó el primer equipo con los reservas e incluso dispuso de minutos en la Liga de Campeones de la AFC, en una victoria por 2–0 frente al Sepahan FC. Con la selección nacional, se proclamó vencedor de la Copa del Golfo sub-23 de 2010 y obtuvo la medalla de plata en los Juegos Asiáticos ese mismo año, perdiendo la final ante Japón.

#### Ascenso al primer equipo
A partir de la temporada 2010-11, Omar Abdulrahman se convirtió en miembro senior del Al-Ain con el dorsal número «10», propiedad hasta entonces del traspasado Jorge Valdivia. En el debut hizo un gol de falta directa y sirvió otra asistencia para José Sand en la victoria por 4–3 frente al Dubai Club. A partir de ahí consolidaría la titularidad tanto en liga como en copa: en todas las competiciones hizo 11 goles y 8 asistencias en 21 partidos, gracias a las cuales su equipo certificó la salvación en la máxima categoría. Además, fue convocado con la selección absoluta para la Copa Asiática 2011.
La progresión de Omar se vio truncada antes de comenzar la campaña 2011-12, de nuevo por una lesión de ligamento cruzado que le dejó fuera durante seis meses. Ya restablecido, el técnico Cosmin Olăroiu le hizo jugar con los reservas para que adquiriera ritmo, y en enero de 2012 volvió a llamarle de cara al tramo final. A diferencia de lo sucedido el año anterior, Al-Ain mejoró sus resultados y se proclamó campeón de la Liga Árabe, a la que él contribuyó con 2 goles y 4 asistencias en 7 partidos.
Omar llegó recuperado a los Juegos Olímpicos de Londres 2012, su primer gran evento internacional. Emiratos Árabes Unidos no superó la fase de grupos del torneo de fútbol, pero las actuaciones técnicas del centrocampista destacaron entre la prensa extranjera, especialmente en el primer partido frente a Uruguay y Reino Unido. El canal de televisión ESPN le posicionó como uno de los futbolistas asiáticos más prometedores.

#### Prueba con el Manchester City (2012)
El 6 de agosto de 2012, Omar confirmó que se marchaba al Manchester City de la Premier League inglesa para hacer una prueba. En las dos semanas que estuvo allí bajo las órdenes de Roberto Mancini, participó en los entrenamientos del primer equipo e incluso disputó algunos partidos amistosos a puerta cerrada. Sin embargo, la entidad nunca pudo ficharle porque la Asociación de Fútbol había denegado su permiso de trabajo, necesario en Inglaterra, al no tener suficiente experiencia internacional.

#### Liderazgo en Al-Ain
Omar permaneció en Al-Ain para la temporada 2012-13, ya consolidado como estrella del equipo junto con el delantero Asamoah Gyan. Ese año disputó todos los partidos de la Liga Árabe del Golfo con el que fue su mejor registro: 7 goles y 12 asistencias en 22 juegos, con los que su club pudo revalidar el título de liga. A título individual, se llevó dos premios MVP: el que concede el torneo y el votado por los aficionados. No obstante, donde más destacó fue en la Copa de Naciones del Golfo de 2013, pues E.A.U. se llevó el título y Omar fue nombrado «jugador más valioso».
Su labor llamó la atención de importantes clubes europeos como el Arsenal Football Club, que solicitó una prueba antes de poderle contratar, o el Sport Lisboa e Benfica a través de una cesión. Ambas propuestas fueron rechazadas por la familia Al Nayahan, propietarios del Al-Ain y saga que gobierna el emirato de Abu Dabi. Al mismo tiempo que se mostraron abiertos a escuchar ofertas de fichaje, los directivos convencieron a Omar para que firmase una renovación millonaria y así poder mantenerlo en el país. A partir de la temporada 2013-14, el técnico Quique Sánchez Flores le reconvirtió a un rol de creador de juego con el que alcanzaría las 17 asistencias en liga, récord personal. Si bien en el campeonato doméstico el Al-Ain finalizó en sexta posición, en la Liga de Campeones de la AFC los emiratíes llegaron hasta semifinales, siendo eliminados por el Al-Hilal Saudi.
El jugador fue convocado por E.A.U. para disputar la Copa Asiática 2015, en la que tuvo también una actuación destacada. Después de superar la fase de grupos por primera vez desde 1996, su país alcanzó las semifinales y fue eliminado por Australia, organizadora y eventual vencedora. A nivel personal, Omar hizo cuatro asistencias y se asoció con el delantero y máximo goleador Ali Mabkhout, en un papel que le valió ser incluido en el once ideal del torneo. Sus apariciones con la selección nacional significaron menos juegos disputados en competiciones domésticas: solo 11 partidos en la campaña 2014-15, en la que ganaría su tercera liga.
Nada más terminar la Copa Asiática, Omar renovó con el Al-Ain por cuatro temporadas con un contrato valorado en 14 millones de dírham al año (más de 3,6 millones de euros), que le convertían en el futbolista mejor pagado de Oriente Medio.
En 2015-16, Omar disputó todos los 22 partidos de la temporada y mejoró sus estadísticas con 2 goles y 14 asistencias. En cuanto a la Liga de Campeones de la AFC 2016, el mediapunta asumió el liderazgo del plantel y llevó a Al-Ain a la final, en la que fueron derrotados por el Jeonbuk Hyundai Motors surcoreano.

## Selección nacional
Omar Abdulrahman es internacional por la selección de Emiratos Árabes Unidos, con un total de 67 partidos oficiales (11 goles).
En categorías inferiores, formó parte del combinado sub-23 desde 2010 hasta 2012. Su primera convocatoria fue en la Copa del Golfo sub-23 de Catar 2010, en la que disputó los dos partidos de la fase de grupos, las semifinales y la victoria en la final frente a Kuwait. Tres meses después disputaría los Juegos Asiáticos de Guangzhou, en los que E.A.U. logró la medalla de plata al perder en la final ante Japón.
Su debut en la selección absoluta llegó cuando sólo tenía 19 años, el 3 de enero de 2011, al salir en la segunda parte de un amistoso contra Siria (2–0) en el estadio Hazza bin Zayed de Al Ain. El seleccionador Srečko Katanec le dio otra oportunidad al convocarle en la Copa Asiática de Catar 2011, siendo el miembro más joven del plantel, con breves apariciones como reserva frente a Corea del Norte (0–0) e Irán (0–3). El 16 de octubre de 2012 marcó su primer gol en otro amistoso, esta vez ante Baréin.
En los Juegos Olímpicos de Londres 2012, Omar ya acudió con el cartel de estrella de la selección emiratí sub-23, que no pasó de la fase de grupos. El debut frente a Uruguay se saldó con derrota (1–2), pero el centrocampista cuajó una brillante actuación con una asistencia y demostraciones de su manejo de balón. Al acabar el partido se intercambió la camiseta con Luis Suárez. También hizo un buen papel frente a Reino Unido(1–3), con alabanzas del defensa Micah Richards tras el pitido final.
Omar se consolidó en la absoluta a partir de 2013, a las órdenes de Mahdi Ali. En la Copa de Naciones del Golfo de ese año obtuvo su primer título como internacional, así como el premio al «jugador más valioso». La Copa Asiática 2015 también fue importante para él, pues los E.A.U. superaron la fase final por vez primera desde 1996 y lograron el tercer puesto, con Abdulrahman dentro del once ideal del torneo. En la fase clasificatoria de la AFC para la Copa Mundial de 2018, Omar hizo seis asistencias en la goleada por 10–0 sobre Malasia de la segunda ronda, y consiguió que los E.A.U. se metieran en la tercera fase por vez primera desde las eliminatorias de 2010.

## Estadísticas

### Clubes
| Club           | País           | Año       |
| -------------- | -------------- | --------- |
| Al-Ain         | EAU            | 2009-2018 |
| Al-Hilal       | Arabia Saudita | 2018-2019 |
| Al-Jazira      | EAU            | 2019-2021 |
| Shabab Al-Ahli | EAU            | 2021-2022 |
| Al-Wasl FC     | EAU            | 2022-     |

### Selecciones

#### Partidos internacionales
| Sub-23 · EAU |    |   |
| 2010 | 4  | 0 |
| 2011 | 6  | 1 |
| 2012 | 3  | 0 |
| Total | 13 | 1 |
| Absoluta · EAU |    |   |
| 2011 | 4  | 0 |
| 2012 | 5  | 1 |
| 2013 | 15 | 2 |
| 2014 | 2  | 0 |
| 2015 | 13 | 2 |
| 2016 | 13 | 1 |
| Total | 52 | 6 |
| (1) Incluye datos de los Juegos Olímpicos. (2) Incluye datos de las fases de clasificación para la Copa Mundial y la Copa Asiática. |    |   |

#### Participaciones en fases finales
| Competición              | Categoría | Sede        | Resultado      | Partidos | Goles |
| ------------------------ | --------- | ----------- | -------------- | -------- | ----- |
| Juegos Asiáticos de 2010 | Sub-23    | China       | Subcampeón     | 6        | 0     |
| Copa Asiática 2011       | Absoluta  | Catar       | Fase de grupos | 2        | 0     |
| Juegos Olímpicos de 2012 | Sub-23    | Reino Unido | Fase de grupos | 3        | 0     |
| Copa Asiática 2015       | Absoluta  | Australia   | Tercero        | 6        | 0     |
| Total en fases finales   | –         | –           | -              | 17       | 0     |

## Palmarés

### Campeonatos nacionales
| Título               | Club   | País | Año  |
| -------------------- | ------ | ---- | ---- |
| Copa de la Liga      | Al-Ain | EAU  | 2009 |
| Copa Presidente      | Al-Ain | EAU  | 2009 |
| Supercopa            | Al-Ain | EAU  | 2009 |
| Liga Árabe del Golfo | Al-Ain | EAU  | 2012 |
| Supercopa            | Al-Ain | EAU  | 2012 |
| Liga Árabe del Golfo | Al-Ain | EAU  | 2013 |
| Copa Presidente      | Al-Ain | EAU  | 2014 |
| Liga Árabe del Golfo | Al-Ain | EAU  | 2015 |
| Supercopa            | Al-Ain | EAU  | 2015 |

### Campeonatos internacionales
| Título                | Equipo                 | Sede      | Año  |
| --------------------- | ---------------------- | --------- | ---- |
| Copa del Golfo Sub-23 | E. A. U. sub-23        | Catar     | 2010 |
| Juegos Asiáticos      | E. A. U. sub-23        | Guangzhou | 2010 |
| Copa del Golfo        | Emiratos Árabes Unidos | Baréin    | 2013 |